# Сусельцы

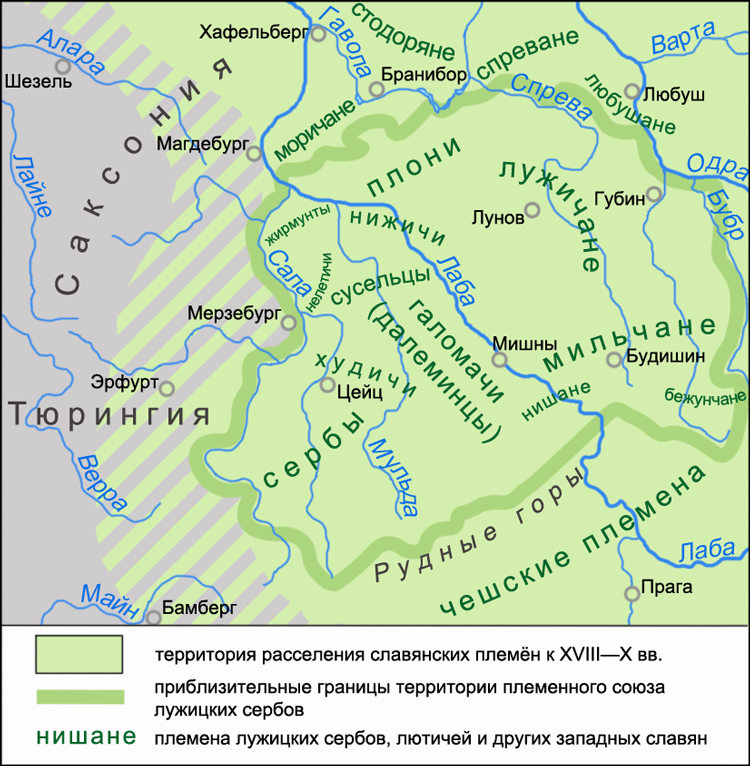
Племя сусельцев на карте размещения лужицкосербских племён в VIII—X веках

Сусельцы (сиуслы, пол. Susłowie) — средневековое западнославянское племя, входившее вместе с далеминцами, сорбами, лужичанами, мильчанами, нишанами и другими племенами в состав одного из трёх крупных объединений полабских славян — союз племён лужицких сербов.
Во второй половине I тысячелетия сусельцы населяли земли по берегам реки Мульды в её верхнем течении на территории современной Германии (федеральная земля Саксония). Земли к западу от сусельцев на реке Зале занимало племя нелетичей, земли к северо-западу занимало племя жирмунтов, к северу и востоку от сусельцев по реке Эльбе размещалось племя нижичей, к юго-востоку в междуречье Мульды и Эльбы — племя далеминцев, к юго-западу в междуречье Мульды и Заале — племя худичей. Вместе с соседними племенами, размещавшимися на территории между реками Эльба и Заале (долеминцами, колодичами, житичами, худичами, нелетичами, нуджичами и другими), сусельцы составили к VIII веку племенной союз сорбов.
В начале X века сусельцы вместе с другими племенами союза сорбов были покорены немцами.